# إندونيسيا في الألعاب الأولمبية
إندونيسيا في الألعاب الأولمبية تعتبر الألعاب الأولمبية من الأحداث الرياضية المهمة في إندونيسيا، تقوم اللجنة الأولمبية الإندونيسية بالإشراف في شؤون مشاركات إندونيسيا في الألعاب الأولمبية، أول مشاركة لإندونيسيا في الألعاب الأولمبية كانت في دورة 1952 في هلسنكي حيث شاركت ب3 رياضيين وتمكنت من الفوز بأول ميدالية لها في دورة 1988 في سيئول، بينما أول ميدالية ذهبية فازت بها إندونيسيا كانت في دورة 1992 في برشلونة، وقد فازت إندونيسيا بمشوارها الأولمبي بمجموع 27 ميدالية منها 6 ميداليات ذهبية و 10 فضية و11 برونزية، أكثر الرياضات التي تنافس فيها إندونيسيا هي تنس الريشة حيث تمكنت إندونيسيا وحدها من الفوز ب18 ميدالية حيث تعتبر ثالث أكثر دولة حققت ميداليات في هذه الرياضة بعد الصين و كوريا الجنوبية ، الرياضات الأخرى التي تنافس فيها إندونيسيا هي رفع الأثقال و الرماية و تنس الطاوله.